# Cryptosporiopsis fasciculata
Cryptosporiopsis fasciculata är en svampart som först beskrevs av Tode, och fick sitt nu gällande namn av Franz Petrak 1923. Cryptosporiopsis fasciculata ingår i släktet Cryptosporiopsis och familjen Dermateaceae.   Inga underarter finns listade i Catalogue of Life.